# Vellerat
Vellerat är en ort i kommunen Courrendlin i kantonen Jura i Schweiz. Den ligger cirka 5,5 kilometer söder om Delémont. Orten har cirka 61 invånare (2020).
Orten var före den 1 januari 2019 en egen kommun, men inkorporerades då tillsammans med Rebeuvelier in i kommunen Courrendlin.